# Madden NFL 18
Madden NFL 18 est un jeu de simulation de football américain ayant l'exclusivité des licences de la National Football League sur PlayStation 4 et la Xbox One. Le jeu a été développé et édité par EA Tiburon et fait partie de la série de jeu Madden NFL. Sa sortie est annoncée pour le 25 août 2017. 
Le quarterback des Patriots de la Nouvelle-Angleterre, Tom Brady, récent vainqueur du Super Bowl LI est sélectionné pour être sur la couverture du jeu.
Pour la première fois de la série, la franchise introduit un mode « Histoire » développée avec le moteur de jeu Frostbite.
Le 26 janvier 2018, ESPN2 et Disney XD annoncent diffuser plusieurs phases des tournois de Madden NFL 18,.

## Accueil
- Jeuxvideo.com : 17/20[5]